# Number Five
Number Five, ook bekend als Aaron Doral, is een reeks fictieve personages uit de herwerkte televisieserie Battlestar Galactica. Number Five is een van de twaalf humanoïde cylons en een van de zeven cylons die verantwoordelijk zijn voor de aanval op, en verwoesting van, de twaalf kolonies van Kobol. De rollen werden gespeeld door acteur Matthew Bennett.

## Biografie
Het personage komt voor de eerste keer in beeld op de Galactica wanneer hij in de entourage rond president Laura Roslin werkt als hoofd public relations en medeverantwoordelijk is voor de festiviteiten rond de geplande ontmanteling van de Galactica, net voor de aanval van de Cylons. Later wordt hij ervan beschuldigd door Gaius Baltar dat hij een Cylon zou zijn en wordt hij achtergelaten op een verlaten ruimtestation. Een andere kopie van Doral verschijnt later op de Galactica en voert in opdracht van Cavil een zelfmoordaanslag uit, die niet de gewenste maximale schade toebrengt, doordat hij herkend wordt. Een andere kopie van Doral vormt een team met Number Six op de planeet Caprica. De twee volgen op afstand Karl Agathon en Athena om het experiment te volgen waarbij Athena zich voordoet als Boomer. Een Doral is aanwezig op het kantoor van president Gaius Baltar tijdens de invasie op Nieuw Caprica, waar hij Baltar met een pistool tegen het hoofd tot overgave dwingt. De Doral-klonen blijven na de rebellie binnen de Cylons trouw aan het originele gedachtegoed samen met de Cavils en de Number Four-klonen.